# Friedrich Frischenschlager
Friedrich Frischenschlager   (Groß Sankt Florian, 7 de setembre de 1885 - Salzburg, 15 de juliol de 1970) fou un compositor austríac.
Feu els estudis musicals a Graz i en l'Escola Superior de Música, de Berlín, perfeccionant els coneixements de composició amb Humperdinck. La seva obra de compositor és variada i nombrosa, comprenen tots els gèneres, excepte el dramàtic, que sempre va desdenyar. Assolí el seu primer èxit amb unes variacions per a orquestra, Symphonischen Aphorismen, donades a conèixer a Viena per Weingartner, i la balada coral Triumph des Lebens.
Altres obres destacades d'aquest compositor són:
- Una Obertura de concert (ob. 9);
- una humorística Rhapsodie, per a orquestra;
- la suite per a petita orquestra;
- Bilder dus der Heimat;
- un trio per a piano (ob. 3);
- un quartet (ob. 21) per a instruments d'arc;
- 7 Mädchenlieder, anomenat Sehnsucht (ob. 5);
- un Elegisches Interludium, per a trio amb piano;
- Felsenstimmen, per a cor, solistes, orquestra i orgue.

Des de 1918 fou bibliotecari i professor de teoria i composició en el Mozarteum, de Salzburg.